# دومنیکو سرا
دومنیکو سرا (ایتالیایی: Domenico Serra؛ ‏ ۱۹ سپتامبر ۱۸۹۹ – ۹ آوریل ۱۹۶۵) بازیگر اهل ایتالیا بود.
از فیلم‌هایی که وی در آن نقش داشته‌است، می‌توان به فولاد، برادران کارامازوف، نامزدشده (فیلم ۱۹۲۳)، نامزدشده (فیلم ۱۹۴۱)، واندا وارنین و صدای بی رخ اشاره کرد.